# Махдави, Иман
Иман Махдави (итал. Iman Mahdavi; 12 февраля 1995, Мазендеран, Иран) — иранский борец вольного стиля, имеющий статус политического беженца в Италии.

## Биография
Он родом из иранской провинции Мазендеран. С 15 лет он занимается борьбой. Его отец также был борцом. В 2020 году он был вынужден бежать из своей страны, поскольку его жизнь была в опасности, и он подвергался преследованиям по политическим мотивам со стороны режима аятоллы. Ему удалось проникнуть на территорию Турции, перейдя границу пешком. Затем в октябре 2020 года он прибыл в Италию в качестве просителя убежища.
С тех пор он живет в Милане и тренируется в борцовском клубе «Седжиано» под руководством тренера Виктора Казаку. Благодаря помощи своей клубной команды и Итальянской федерации боевых искусств дзюдо, каратэ (FIJLKAM) он смог реализовать программу Международного олимпийского комитета (МОК) для спортсменов-беженцев, которая гарантировала ему финансовую поддержку для его спортивной подготовки до 2024 года. Он является членом команды беженцев, участвовавшей в Летних Олимпийских играх 2024 года в Париже .
Он принимает участие в международных соревнованиях как независимый спортсмен или под флагом спортсменов-беженцев-олимпийцев. Путешествуя без действующего паспорта, выданного страной происхождения, он может получить доступ только к турнирам, организованным в Европейском Союзе или, в любом случае, в государствах, которые разрешают ему въезд по спортивным причинам.
20 июня 2022 года по случаю Всемирного дня беженцев Управление верховного комиссара ООН по делам беженцев выбрало его историю в качестве свидетельства для публикации видеоклипа на институциональном портале.
Начиная с декабря 2022 года он вместе со всей командой клуба «Седжиано» a участвует в инклюзивном проекте «Olympicap», организованном президентом клуба Джузеппе Гаммаротой, продвигаемом Gruppo CAP Acque и спонсируемом муниципалитетом Пьольтелло, целью которой является содействие социальной сплоченности и включению беженцев и мигрантов в принимающее их сообщество посредством спорта.
7 февраля 2023 года городской совет муниципалитета Милана в присутствии мэра Милана Беппе Сала организовал сессию городского совета Милана с повесткой дня: поддержать Имана Махдави в его спортивном пути к Олимпийским играм. Предложение было проголосовано и одобрено единогласно.
В апреле 2023 года он принял участие в чемпионате Европы 2023 года в Загребе, где выступал в весовой категории до 79 кг, под аббревиатурой UWW, и на стадии 1/8 финала проиграл азербайджанцу Сабухи Амирасланову. Еще один иранский беженец также присутствовал на том же континентальном мероприятии: Джамал Велизаде, выступающий в греко-римской борьбе в весовой категории до 60 кг.
Под аббревиатурой UWW он выступал на чемпионате мира в Белграде в сентябре 2023 года, где потерпел поражение от азербайджанца Орхана Аббасова в 1/8 финала и покинул турнир.

## Достижения
- Чемпионат Европы по борьбе 2023 — 12;
- Чемпионат мира по борьбе 2023 — 18;
- Чемпионат Европы по борьбе 2024 — 12;